# Achab (roi)
Pour les articles homonymes, voir Achab.
Achab (hébreu : אַחְאָב), fils d'Omri, est le septième roi d'Israël entre 874 et 853 av. J.-C.

## Présentation
À la différence de nombreux rois d'Israël et de Juda, sa vie est très développée dans la Bible (plus de 6 chapitres du Premier Livre des Rois), sans doute à cause de ses démêlés avec le prophète Élie, qui a une grande importance dans la religion juive.
La Bible le présente comme un roi impie. Selon l'usage de l'époque, son alliance avec la Phénicie lui fit épouser Jézabel, une princesse phénicienne, et elle l'amena à honorer son dieu, Baal, auquel il éleva un temple. Cette alliance et le culte qui en résultait l'opposèrent aux prophètes qu'il persécuta, notamment Élie.
La Bible relate, entre autres, le sacrifice du mont Carmel, où Élie affronta et massacra 450 prophètes de Baal, proches de Jézabel et envoyés par Achab ; et l'épisode de la vigne de Naboth, qu'Achab convoitait. Par de fausses accusations, Jézabel fit périr Naboth pour s'emparer de sa vigne, ce qui donna au prophète Élie l'occasion de condamner les époux royaux et d'annoncer leur mort.
Roi impie, Achab en appela cependant au dieu d'Israël quand il fut assiégé dans Samarie par Ben-Hadad II, roi d'Aram-Damas, et en fut délivré. Il tailla alors plusieurs fois en pièces les armées de ce prince, et le fit prisonnier, mais il finit par le rétablir dans ses États, contre la volonté des prophètes qui récusaient toute politique d'alliance et de conciliation afin de mettre le royaume entièrement entre les mains de Dieu. 
Il se rapprocha du royaume de Juda en recevant le roi Josaphat, en formant une alliance militaire entre les deux royaumes, et en mariant sa fille ou sœur Athalie avec Joram, fils de Josaphat.
Peu de temps après, la guerre s'étant rallumée et la ville de Ramoth en Galaad étant aux mains de Ben-Hadad II, roi d'Aram-Damas, Achab convia Josaphat à se joindre à lui pour la reprendre. Josaphat accepte mais demande à consulter Dieu, par l'intermédiaire des prophètes. Quatre cents prophètes de l'entourage d'Achab prédirent le succès, mais Josaphat demanda à consulter un autre prophète. Achab fit alors appeler le prophète Michée, fils de Yimla, malgré sa rancœur à son égard. Michée prédit la défaite, mais Achab refusa de le croire et le fit arrêter. Les deux rois partirent alors à la guerre, mais malgré le stratagème d'un Achab déguisé, vraisemblablement pour se protéger aux dépens de Josaphat, les armées d'Aram, qui avaient pour ordre de se focaliser sur le roi d'Israël, finirent par reconnaître et épargner le roi de Juda, alors qu'Achab fut mortellement touché d'une flèche. Les chiens se désaltérèrent de son sang, comme Élie l'avait prédit.
Ses fils Ochozias et Joram lui succédèrent.
Il semble que le monolithe de Kurkh, les stèles de Mesha et de Tel Dan fassent référence à Achab, la première comme fils d'Omri, la seconde comme  père de Joram.

## Cinéma
Le rôle d'Achab est interprété par :
- Eduard Franz dans Sins of Jezebel (1953)

## Littérature
Le personnage du Capitaine dans Moby Dick de Melville se dénomme Achab (1851).